# Frankrikes Grand Prix 1964
Frankrikes Grand Prix 1964 var det fjärde av tio lopp ingående i formel 1-VM 1964.

## Resultat
1. Dan Gurney, Brabham-Climax, 9 poäng
2. Graham Hill, BRM, 6
3. Jack Brabham, Brabham-Climax, 4
4. Peter Arundell, Lotus-Climax, 3
5. Richie Ginther, BRM, 2
6. Bruce McLaren, Cooper-Climax, 1
7. Phil Hill, Cooper-Climax
8. Mike Hailwood, Reg Parnell (Lotus-BRM)
9. Lorenzo Bandini, Ferrari
10. Chris Amon, Reg Parnell (Lotus-BRM)
11. Maurice Trintignant, Maurice Trintignant (BRM)
12. Bob Anderson, DW Racing Enterprises (Brabham-Climax)

### Förare som bröt loppet
- Innes Ireland, BRP-BRM (varv 32, olycka)
- Jim Clark, Lotus-Climax (31, motor)
- John Surtees, Ferrari (6, motor)
- Trevor Taylor, BRP-BRM (6, olycka)
- Jo Siffert, Siffert Racing Team (Brabham-BRM) (4, koppling)

### Förare som ej startade
- Peter Revson, Reg Parnell (Lotus-BRM)